# Békéscsabai társszékesegyház
A békéscsabai Páduai Szent Antal-társszékesegyház (belvárosi katolikus templom) 2010 óta Szeged-Csanádi egyházmegye társszékesegyháza. A kéttornyú templom a város második legnagyobb temploma az evangélikus nagytemplom után. Neogótikus stílusban épült, 1910-ben szentelték föl. Tornyai 61 méter magasak.
Négy harangja van: 900, 350, 190 és 40 kg-osak. A mai, 110 cm alsó átmérőjű nagyharang 1937-ben, Szlezák László budapesti műhelyében készült Szent László tiszteletére, ezt Hősök harangjának is nevezik. A 80 cm átmérőjű Szent István-harang ugyanekkor készült Szent István halálának 900. évfordulójára. Felirata: „SI DEUS PRO NOBIS – QUIS CONTRA NOS?”. A lélekharang 43 cm alsó átmérőjű, 1802-ben készült Eberhard Henrik műhelyében.